# Brzoza królewska

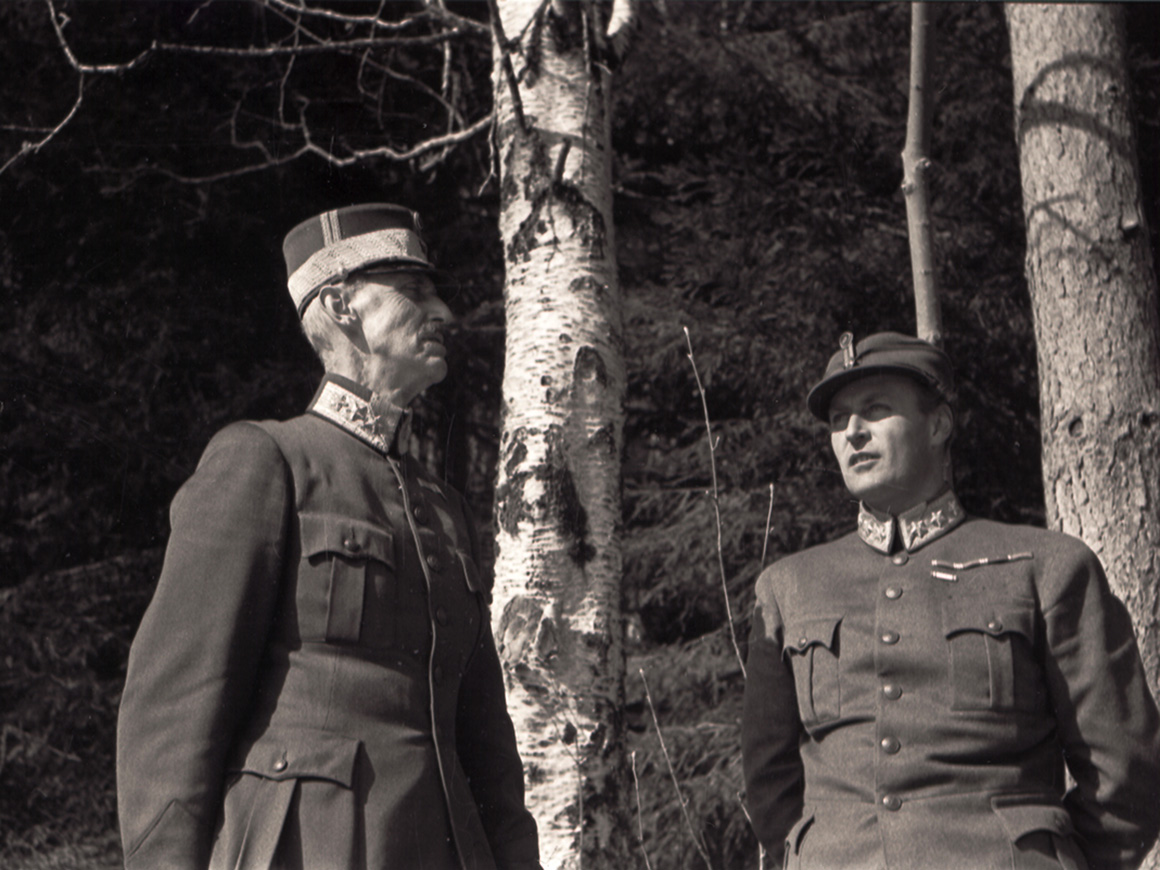
Król Norwegii Haakon VII i jego syn, książę Olaf, następca tronu, przeczekujący nalot Luftwaffe pod brzozą w Molde w dniu 28 kwietnia 1940 roku

Brzoza królewska (norw. Kongebjørka) – brzoza rosnąca w Glomstua na obrzeżach norweskiego miasta Molde, znana jako symbol oporu przeciwko agresji niemieckiej w 1940 roku.

## Historia
Po ataku wojsk niemieckich na Norwegię dochodziło do nalotów Luftwaffe na norweskie miasta. 28 kwietnia 1940 roku, w czasie jednego z takich nalotów, którego celem było Molde, król Norwegii Haakon VII oraz jego syn, książę Olaf, następca tronu, przeczekali atak na otwartym, zadrzewionym terenie na obrzeżach miasta, stojąc pod jedną z rosnących tam brzóz. W wyniku tego wydarzenia, zarejestrowanego na fotografii, brzoza ta stała się znana w Norwegii jako tzw. „brzoza królewska”. Zaczęto ją traktować jako symbol oporu przeciwko okupacji kraju przez Niemców. W 1940 roku drzewo stało się tematem wiersza poety Nordahla Griega pt. Kongen („Król”).
Oryginalne drzewo nie istnieje, w 1982 roku król Norwegii Olaf V posadził w tym samym miejscu nową brzozę, również nazwaną królewską. W 1997 roku utworzono wokół niej tzw. Las Pokoju (norw. Fredslunden), symbolizujący walkę o wolność, pokój i ludzką godność. W 2012 roku miejsce, gdzie rośnie nowe drzewo, zostało po raz pierwszy odwiedzone przez norweskiego następcę tronu, księcia Haakona, i jego małżonkę, księżnę Mette-Marit.